# El jardí de les delícies
El jardí de les delícies és l'obra cabdal del pintor neerlandès Hieronymus Bosch, sovint anomenat el Bosch. Es tracta d'un tríptic pintat a l'oli de 206 × 386 cm, compost per una taula central i dues de laterals (pintades en els seus dos costats) que es poden tancar sobre aquella.
És una obra de gran simbolisme que encara no ha estat completament desxifrat. Com El carro de fenc i el "Tríptic del Judici Final", el Jardí de les delícies queda fora de qualsevol classificació iconogràfica tradicional. Es considera, no obstant això, que l'obra obeeix a una intenció moralitzant que hauria estat comprensible per a la gent de l'època; en aquest sentit, el mateix rei Felip II de Castella, algú poc sospitós d'heretgia, va arribar a adquirir el quadre a conseqüència del seu interès per aquest. Es considera com una de les obres més fascinants, misterioses i atraients de la història de l'art; el quadre forma part dels fons d'exposició permanent del Museu del Prado de Madrid.

## Història del tríptic
Com la resta de les obres del Bosch, manca de datació unànime entre els especialistes. És una d'aquelles en la qual més enfrontades estan les posicions, ja que mentre uns la consideren jove, d'altres diuen que és obra de maduresa. Baldass i d'altres la situen a l'època jove del Bosch (1485). Cinotti la situa entorn de l'any 1503. Altres fonts parlen de cap al 1510. Tolnay i Larsen la situen al final de l'activitat del Bosch (1514-1515). Les anàlisis dendrocronològiques parlen de després del 1466. Al catàleg de l'exposició sobre l'artista realitzada a Rotterdam l'any 2001 se n'assenyala la data entre 1480 i 1490.
A partir de Gibson i fins i tot en l'actualitat (Hans Belting, 2002), s'ha conjecturat que es va realitzar per a Enric III de Nassau. Els primers posseïdors de l'obra van ser, doncs, els membres de la casa de Nassau, al palau del qual de Brussel·les va poder veure el quadre el primer biògraf d'El Bosch, Antonio de Beatis, personatge que viatjava en el seguici del cardenal d'Aragó, l'any 1517. La seva descripció no deixa lloc a dubtes que es troba davant el famós tríptic: «Després hi ha algunes taules amb diverses extravagàncies, on s'imiten mars, cels, boscos i camps i moltes altres coses; uns que surten d'una petxina marina, d'altres que defequen grues, homes i dones, blancs i negres en actes i maneres diferents, ocells, animals de totes classes i realitzats amb molt de naturalisme, coses tan agradables i fantàstiques que de cap manera es podrien descriure a aquells que no les hagin vistes».
Va ser heretat pel seu fill René de Châlon i després pel nebot d'Enric, Guillem d'Orange, líder de la revolta holandesa contra la corona dels Habsburg. Va ser confiscat pel duc d'Alba, incloent-se a l'inventari redactat amb tal motiu el 20 de gener del 1568. El duc va deixar els quadres al senyor Fernando, el seu fill natural i prior de l'orde de Sant Joan.
Va ser comprada per Felip II en la subhasta dels béns del senyor Fernando, i enviada al monestir d'El Escorial el 8 de juliol del 1593. Es va col·locar al dormitori del rei, on va estar fins a la seva mort. És la pintura més famosa de la col·lecció de nou de Hieronymus Bosch que Felip II va reunir a El Escorial.
Al principi, al quadre se'l denomina 'Una pintura sobre la varietat del món' '. Després, el Quadre de les maduixes, denominació que es deu al monjo de l'Abocador d'Escòria José de Sigüenza, el primer crític de l'obra. Poleró, que proposa el 1912 una catalogació de les obres del Museu del Prado, el denomina tríptic 'Dels delits carnals'. D'allà arrenca la seva denominació actual de 'Jardí de les delícies' ' o 'De les delícies terrenals'. Va ser traslladat al Museu del Prado l'any 1936 per a la seva protecció a causa de la Guerra civil espanyola. Després de la guerra, per desig del dictador Franco, va entrar a formar part de les col·leccions del Prado.

## Anàlisi del tríptic

### Tríptic tancat

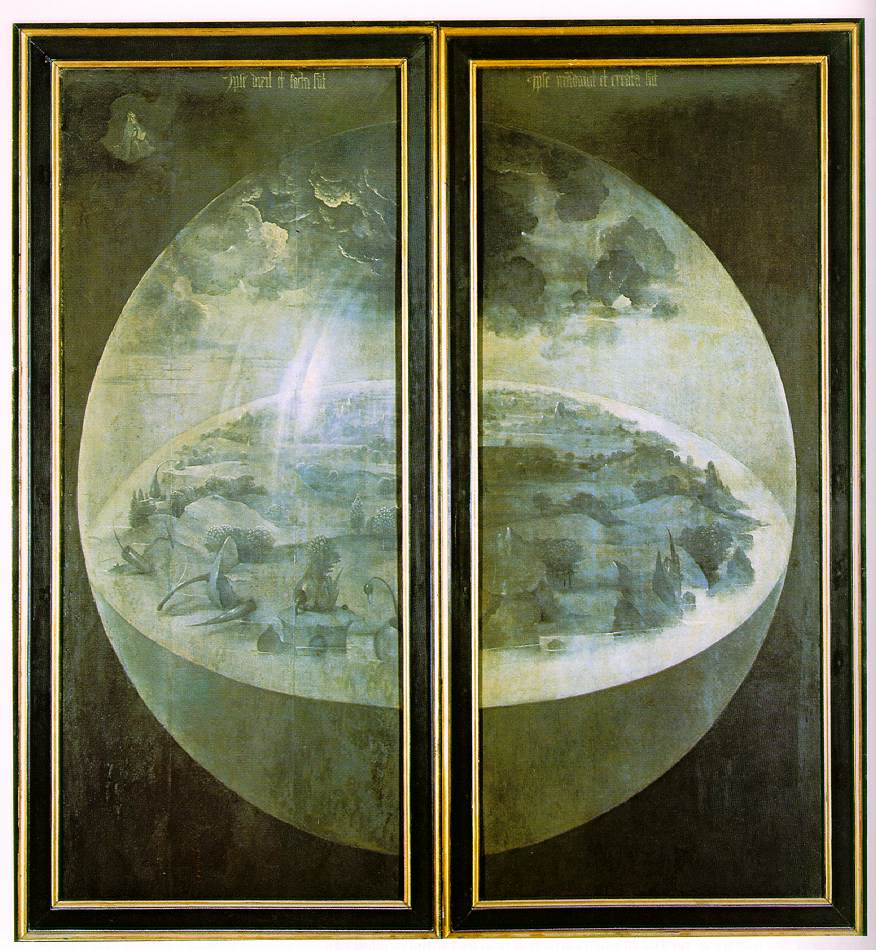
El tríptic tancat: La Creació del món,

El quadre tancat en la seva part exterior al·ludeix al tercer dia de la creació del món. Es representa un globus terraqüi, amb la Terra dins d'una esfera transparent, símbol, segons Tolnay, de la fragilitat de l'univers. Només hi ha formes vegetals i minerals, no hi ha animals ni persones. Està pintat en tons grisos, blanc i negre, cosa que es correspon a un món sense el Sol ni la Lluna, encara que també és una manera d'aconseguir un dramàtic contrast amb el color interior, entre un món abans de l'ésser humà i un altre poblat per infinitat d'éssers (Belting).
Tradicionalment, la imatge que mostra el tríptic tancat s'ha interpretat com el «tercer dia de la creació». El nombre tres era considerat un nombre complet, perfecte, ja que en si mateix tanca el principi i el final. I aquí, en tancar-se, es transforma en el nombre u, en el cercle: de nou permet entreveure la perfecció absoluta i, potser, la trinitat divina. A la cantonada superior esquerra, apareix una petita imatge de Déu, amb una tiara i la Bíblia sobre els genolls. En la part superior, es pot llegir la frase, extreta del salm 33, IPSE DIXIT ET FACTA S(U)NT / IPSE MAN(N)DAVIT ET CREATA S(U)NT, que vol dir «Ell ho va dir, i tot va ser fet. Ell ho va manar, i tot va ser creat». D'altres interpreten que podria representar la Terra després del diluvi.

### Tríptic obert
En obrir-se, el tríptic presenta, al plafó esquerre, una imatge del paradís, on es representa l'últim dia de la creació, amb Eva i Adam, i al plafó central es representa la bogeria desencadenada: la luxúria. En aquesta taula central, apareix l'acte sexual i és on es descobreixen tota mena de plaers carnals, que són la prova que l'ésser humà havia perdut la gràcia. Finalment, tenim la taula de la dreta, on es representa la condemna a l'Infern; en aquesta, el pintor ens mostra un escenari apoteòsic i cruel en el qual l'ésser humà és condemnat pel seu pecat.
L'estructura de l'obra, per si mateixa, també té un enquadrament simbòlic: en obrir-se, realment es tanca simbòlicament, perquè en el seu contingut està el principi i el final humà. El principi a la primera taula, que representa el Gènesi i el Paradís, i el final en la tercera, que representa l'Infern.
|  |  |  |

#### Panell esquerre:El jardí de l'Edèn

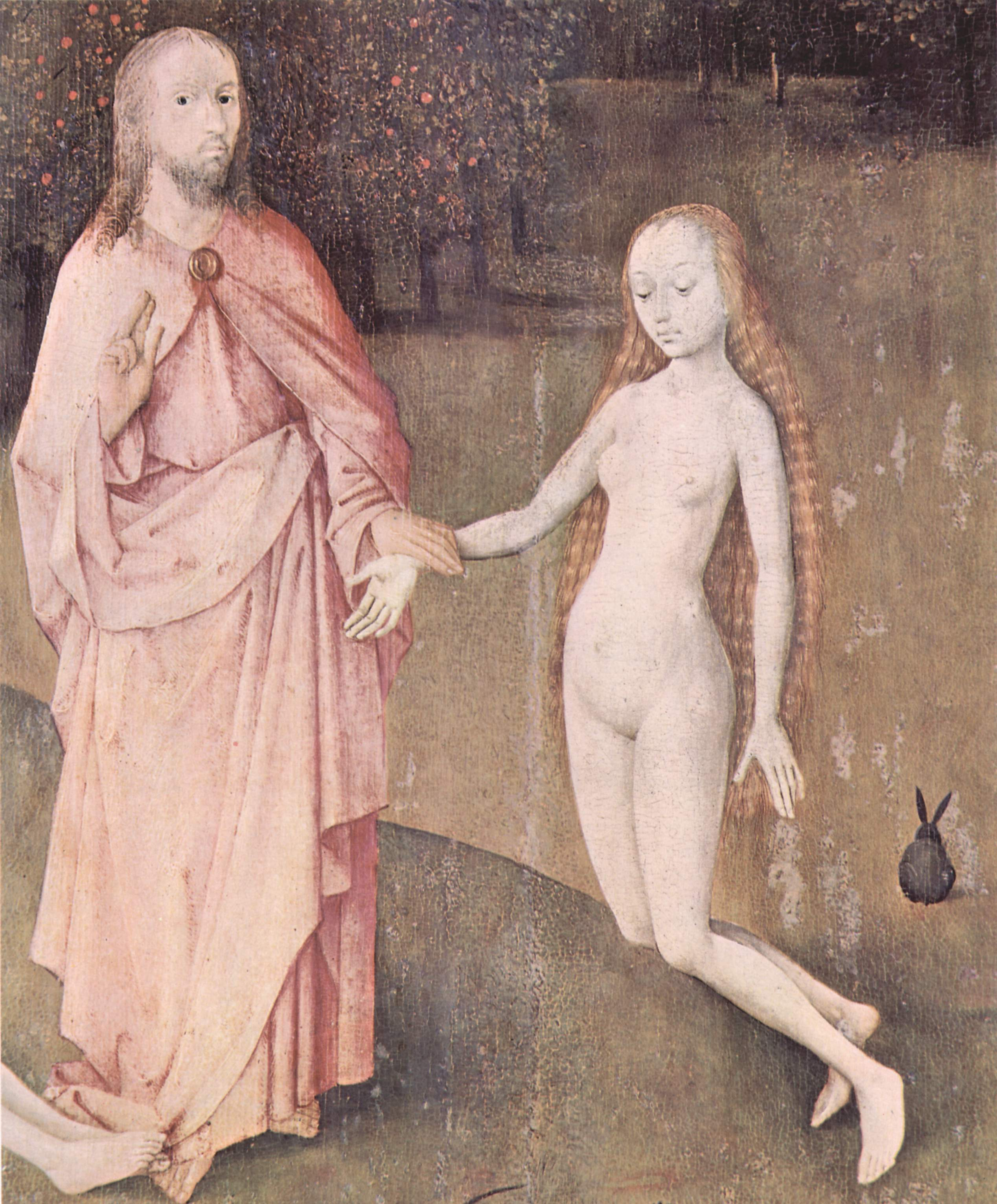
Detall del Jardí de L'Edèn, Déu i Eva.

El finestró de l'esquerra representa el Paradís terrenal. Mesura 220 centímetres d'alt per 97,5 cm d'ample. Al fons, pot veure's la Font de la Vida. En primer pla, hi ha una escena del tot atípica, ja que no representa ni la creació d'Eva de la costella d'Adam, ni tampoc la manera de comportar-se al jardí, ni la reconvenció que segueix l'expulsió del paradís, els únics temes relatats al Gènesi en relació amb aquest episodi. En aquesta escena curiosa i original, apareixen Déu, Eva i Adam. Adam està despert, el qual només apareix en miniatures, i Déu li està presentant Eva, de nou creada. Déu està representat d'una manera antiquada per als temps del Bosch: com a Jesucrist. Eva es troba agenollada a terra i presa de la mà per Déu. Adam, tombat, mira la futura pecadora. Al costat del primer home i la primera dona, apareix l'Arbre del bé i del mal (una palmera), ja que al seu voltant s'enrotlla la serp temptadora i l'Arbre de la vida (un exòtic Dracaena draco). Com que al plafó següent es representa un món luxuriós, s'ha interpretat aquesta taula com el preludi del que després s'esdevindrà.
En el que a primera vista sembla el típic Edèn, associat a la idea de pau i assossec, amb una mica que observem, aquest idíl·lic escenari es veu truncat. Diversos signes de fustigació irrompen: els animals s'enfronten els uns amb els altres; un lleó es tira sobre un cérvol i es disposa a menjar-se'l, un estrany bípede és perseguit per un senglar. A l'estany, les disputes entre els animals tornen a reprendre's: un lleopard porta a la boca un ratolí, una au devora una granota. Són senyals aliens a la pau paradisíaca que solen interpretar-se com a avís de pecat.
- El pecat femení es representa en els animals que s'arrosseguen per la terra (insectes i rèptils) o neden per l'aigua (amfibis i peixos), ja que, dels quatre elements (terra, aigua, foc i aire), la terra i l'aigua eren considerades essències passives plenes de fecunditat que, com la dona, reben la llavor.
- El pecat masculí es representa per les feristeles que volen (insectes voladors, aus, ratpenats…), ja que l'aire és considerat un element actiu, associat al foc i oposat a la terra, per tant masculí.

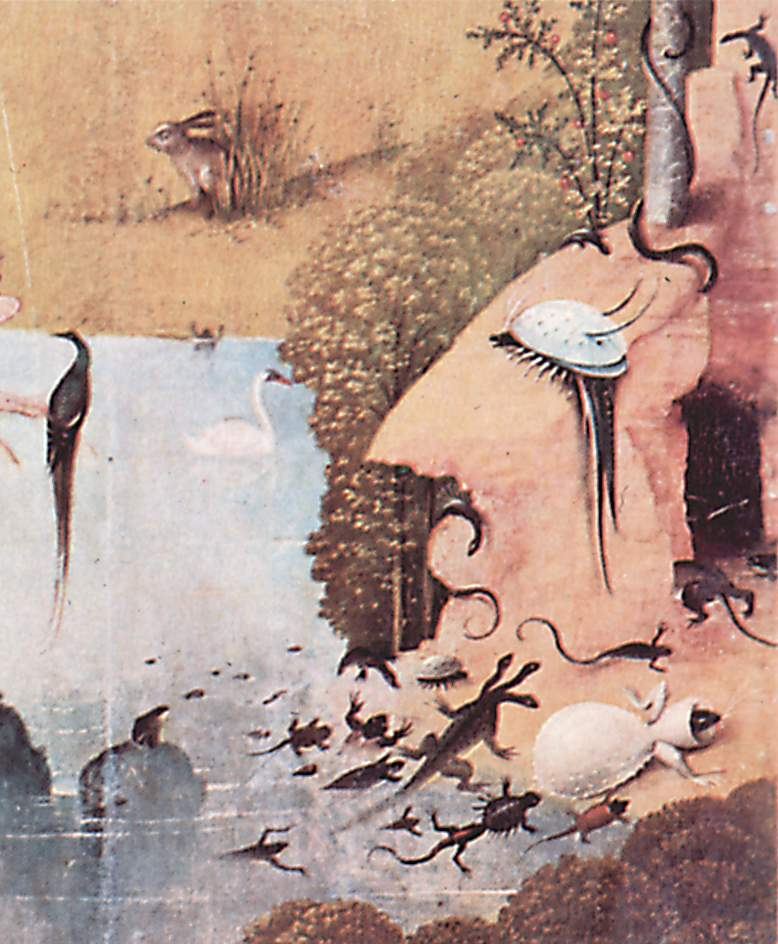
Roca antropomorfa

- El dimoni està amagat  en els estanys i les roques que són, per al Bosch, el cau dels esperits malignes. Per exemple, en la font de la vida veiem una estructura entre mineral i orgànica, amb un orifici pel qual n'apunta una òliba comuna, un explícit símbol de la malícia, que també apareix a El carro de fenc. Hi ha la possibilitat que aquest element arquitectònic, semblant a una fletxa d'una catedral, en el centre del quadre, sigui un símbol fàl·lic preconitzador dels plaers de la carn de la taula central.[2] A la seva dreta, «una roca la forma de la qual és el rostre ocult del diable, del qual sorgeix la serp que s'enrosca a l'Arbre de la fruita prohibida. Els estranys contorns d'aquestes muntanyes rocoses del fons indiquen una possible pertorbació de la pacífica convivència».[2]

Apareixen a l'obra animals irreals o inventats, i altres reals, però extremadament exòtics, a l'època del Bosch, com ara girafes, elefants, lleons, lleopards, quan Àfrica era pràcticament desconeguda a Europa. L'autor només va poder tenir referència d'aquestes bèsties a través dels «bestiaris mitològics» medievals (que sens dubte va superar amb escreix) i els dibuixos que començaven a circular gràcies a la impremta, sobretot els que tenien Egipte com a tema principal.
L'obra presenta un cromatisme intens i variat. Predominen els tons verds i el blau intens del fons, que contrasten amb el mantell vermell de Déu i la blancor dels cossos d'Adam i Eva.

#### Panell central:El jardí de les delícies

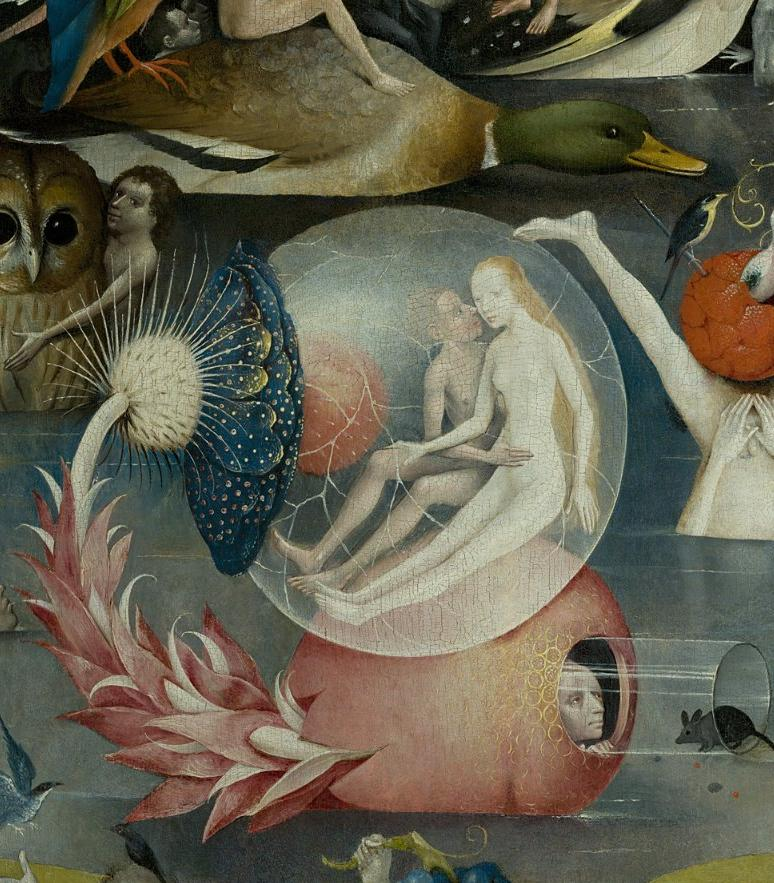
Detall

La taula central és el Jardí de les delícies pròpiament dit; mesura 220 cm d'alt per 195 d'ample. Un fals paradís en el qual la humanitat ja ha sucumbit de ple al pecat, especialment a la luxúria, i es dirigeix a la seva perdició. Desenes de símbols diferents, les claus dels quals només poden sospitar-se, poblen aquest espai opressiu i anguniós en què la bogeria s'ha apoderat del món. Apareixen tant homes com dones, blancs i negres, nus. Es mostren tota mena d’accions que poden simbolitzar relacions sexuals i escenes relativament eròtiques, principalment heterosexuals, però també homosexuals i onanistes. A més, apareixen també relacions eròtiques o sexuals entre animals, i fins i tot entre plantes.
- La part inferior de la taula està dominada per nombrosos nus, en grups o en parelles, juntament amb estranyes plantes, minerals i petxines o menjant grans fruits.[1] Totes les fruites (cireres, gerds, maduixes, raïm i cireretes d'arboç, etc.), són una clara al·lusió als plaers sexuals. A l'edat mitjana, l'expressió «agafar fruita» equivalia a tenir una relació carnal. Però, alhora, les fruites simbolitzen la fugacitat de l'esmentat plaer, ja que passen en uns dies de la frescor a la putrefacció.
- Sobretot a l'esquerra, hi ha ocells de grans proporcions. Aquestes aus, com el pit-roig, són també símbols eròtics, en concret de la lascívia.
- Les estranyes estructures, de vegades són com bombolles, d'altres com petxines. Donen a conèixer indirectament que el pecat s'apodera de l'ésser humà, el corromp i atrapa per sempre. Moltes d'aquestes estructures recorden alambins o matrassos, cosa que fa que alguns historiadors considerin que, molt probablement, els significats intrínsecs de l'obra es trobin vinculats al món de l'alquímia.[5]
- Els estanys no són nets, sinó focus de concupiscència, font i origen de tots els mals que reflecteix la pintura; de fet, en aquella època, referir-se al bany podia al·ludir a Venus i, per tant, a l'amor carnal. En el centre de la taula, apareix un estany, la forma circular del qual queda subratllada per un festeig de genets, compost gairebé exclusivament per homes nus[2] muntats en animals variats, reals o fantàstics, com lleopards, panteres, lleons, ossos, unicorns, cérvols, ases i grifons, presos dels bestiaris medievals.[1] S'ha interpretat l'aparició d'aquests animals com a símbols de la luxúria. L'estany podria representar la font de l'eterna joventut, un motiu molt estès a la pintura del segle xvi, o potser siguin les aigües en què els humans banyen els seus pecats.[2] També s'ha considerat que podria ser l'«estany de l'adulteri», en el qual, mentre els homes cavalquen en cercle al voltant, les dones es banyen, i porten tocats de corbs (incredulitat), paons (símbol de vanitat), ibis i d'altres. Darrere, hi ha un estany en el qual flota un enorme globus gris blavós, utilitzat per realitzar acrobàcies lascives per part dels personatges luxuriosos,[5] i hi ha un riu dividit en quatre ramals. Seria el «laberint de la voluptuositat, amb l'estany en el qual flota l'enorme globus gris blavós de la "font de l'adulteri"»; als seus quatre costats, hi ha uns estranys turons torres i excèntriques construccions vegetals i minerals. Els quatre ramals en què es divideix el corrent serien els quatre rius del Paradís terrenal.[1]
- Xoquen sobre manera les extraordinàries dimensions dels animals (peixos i musclos inclosos) i les plantes que arriben fins i tot a sobrepassar l'estatura dels humans. És la idea del "'món al revés", molt present en el llenguatge iconogràfic i literari de l'època (La nau dels boigs, de Sebastian Brandt o l'Elogi de la bogeria, d'Erasme, que es va escriure el 1508, en són mostres). Hi ha una obsessió per presentar animals i persones en posicions invertides: un d'ells apareix amb el cap i el tors submergits en l'aigua mentre que obre les cames en forma de Y. Al costat de les construccions fantàstiques de la part superior de la taula, uns homes porten penjat un animal d'un pal, però aquest, curiosament, en comptes de quedar suspès naturalment apareix de cara amunt desafiant les regles de la gravetat. Totes aquestes escenes mostren que ens trobem davant d'un fals paradís en el qual tot el que es representa no és el que sembla.
- Un altre element clau de la taula és la indiferenciació sexual. Amb prou feines, distingim els homes de les dones. Els únics signes de diferenciació entre els dos sexes són els pits femenins (mai massa voluptuosos) i els genitals masculins. Podria ser que el Bosch busqués així voler mostrar que tota la humanitat estava implicada en el pecat.

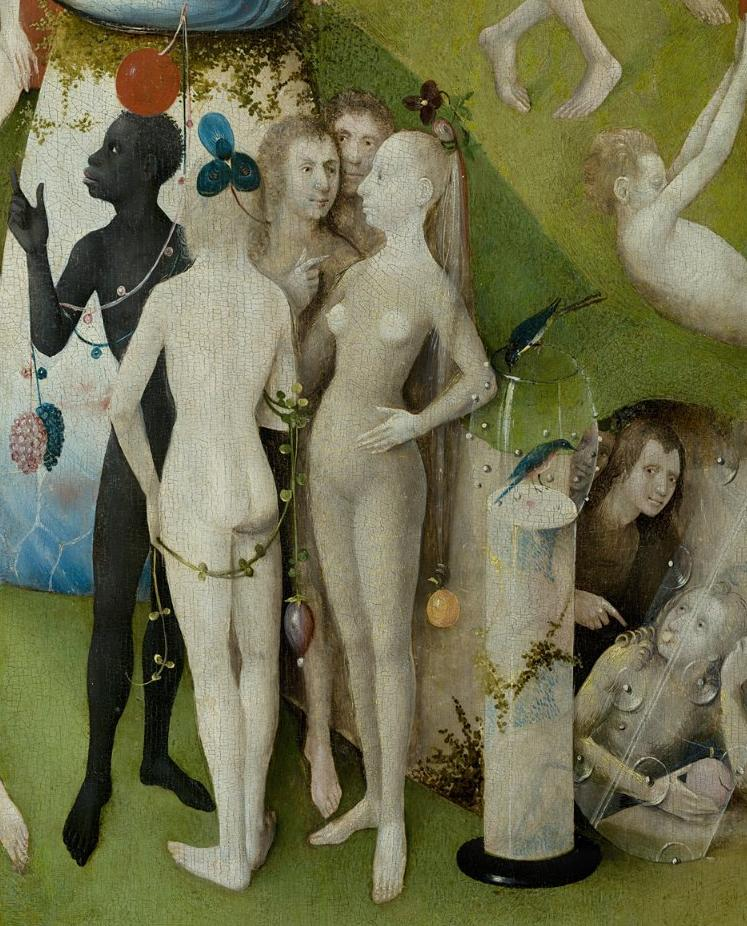
Eva amagada en una cova i assenyalada per Joan Baptista com a culpable

- A la part inferior de la taula, es poden apreciar uns altres dos elements simbòlics. Es presenten diversos personatges. Un d'aquests, l'únic, per cert, que apareix vestit en tot el quadre, mira clarament cap enfora establint una complicitat amb l'espectador. Assenyala una dona tombada que sens dubte és Eva. Darrere de l'home vestit, irromp un tercer personatge. Sobre qui és l'home vestit hi ha diverses teories. Bax, per exemple, l'identifica amb Adam, mentre que l'home que apareix per darrere sortint d'una cova seria Noè anunciant una nova era després del diluvi. Mateu té una altra teoria. El baró vestit és Joan Baptista, que sempre es representa amb una pell esfilagarsada i assenyalant sempre alguna cosa, l'Anyell normalment. Aquí, tanmateix, el Bosch ens sorprendria una vegada més. El Baptista no apareix assenyalant el que treu els pecats del món (l'Anyell) sinó precisament la que els va portar, Eva. La cova per la qual irromp sant Joan seria el símbol d'entrada als llimbs tal com es descriu a l'evangeli apòcrif segons Nicodem. Sant Joan encarnaria, d'aquesta manera, l'eix entre el món anterior al pecat i el món terrenal. D'altra banda, hi ha una altra obra interessant de sant Agustí, Comentari al Gènesi contra els maniqueus, en què el cèlebre autor assenyala que la mort està fixada a la túnica de pells: «Ells s'haurien cobert de fulles i Déu els va lliurar túniques de pells, els va cobrir amb la mortalitat d'aquesta vida». Aquest significat és el que fa pensar els estudiosos que, sota d'aquesta túnica, es troba la parella original. Des de la cova, es converteixen en testimonis del que va sobrevenir al món per la seva culpa. A més, a la cantonada inferior esquerra, hi ha un grup d'homes que estan assenyalant cap a la taula anterior, en especial Eva, la qual cosa s'ha interpretat com una clara acusació a la dona com a responsable d'haver sucumbit a la temptació de la serp cometent el pecat pel qual pagarà tota la humanitat. La misogínia en l'època en què el Bosch pinta el Jardí de les delícies és de sobres coneguda. Erasme de Rotterdam parlava de la niciesa de la dona assenyalant que aquesta només servia per procurar plaure a l'home, que també fregava la niciesa quan la buscava.

Aquesta és la interpretació tradicional del plafó central. No obstant això, n'hi ha hagut d'altres que se n'aparten, tenint en compte que el Bosch realment no condemna el que s'està veient en aquest plafó, al contrari, sembla un món positiu, altament «desitjable». Es representa un univers de felicitat, sense dolor, malaltia ni mort. No es representa el pas del temps (no hi ha nens ni ancians); tampoc no s'hi veu ningú treballant per guanyar-se l'aliment amb la suor del front. Es descriu una humanitat diversa que s'alimenta dels fruits de la terra i s'organitza en estructures naturals. Per això, W. Fraenger va creure veure en l'obra una il·lustració de les concepcions religioses de la secta herètica dels adamites, tesi que avui no gaudeix de gaire acceptació. Paul Vandenbroeck (2001) ha defensat que aquí es representa la Muntanya de Venus (El Greal), coneguda a finals del període medieval com el «fals paradís», si bé com les tesis tradicionals entén que és «pecador i demoníac». Juan Antonio Ramírez defensa, en canvi, que el que s'està representant realment, ja que hi ha una continuïtat del paisatge en relació amb la taula de l'esquerra, és una il·lustració del Gènesi. S'estaria descrivint el Paradís terrenal, segons el Gènesi:
| «                 | De l'Edèn naixia un riu que regava el jardí, i des d'allà se separava en quatre braços: el primer es diu Fison, i recorre tot el país d'Havilà, on hi ha or, i l'or d'aquest país és molt fi; també s'hi troben la resina olorosa de bdel·li i la pedra d'ònix. El segon riu es diu Guihon, i recorre tot el país de Cuix. El tercer riu és el Tigris, que passa per la part oriental d'Assíria, i el quart és l'Eufrates. | » |
| — Gènesi, 2:10-14 | |   |

En el quadre del Bosch, poden veure's, en efecte, tota mena de fruites i arbres, així com, en la part superior, els quatre rius del Paradís, inclòs Pisó, amb una construcció amb estranyes flors daurades i Geó amb una colònia de mones, i els altres dos rius al·ludint als rius de Mesopotàmia. S'estaria representant el paradís tal com, segons el cristianisme, el va crear Déu, però no com el lloc en el qual van pecar Eva i Adam, sinó com el paradís ideal, el que hagués hagut de ser si Eva no hagués pecat sinó seguit les ordres de Déu: «Fructifiqueu i multipliqueu, i ompliu la terra, i domineu-la; menjareu tota herba que dona llavor i tot arbre en el qual hi ha fruit d'arbre que dona llavor» (Gènesi, 1:28-29), per això les persones que apareixen estan nues i no senten per això gens de rubor (cfr. Gènesi, 2:25).
La figura del personatge que probablement és Joan Baptista assenyalaria admonitòriament que aquest és el món descrit per Déu, poblat per una multitud de feliços innocents, que no va poder arribar a existir a causa de la caiguda, i per això situa la culpable, Eva, tancada en una cova i amb un escut de cristall.

#### Panell dret:L'infern

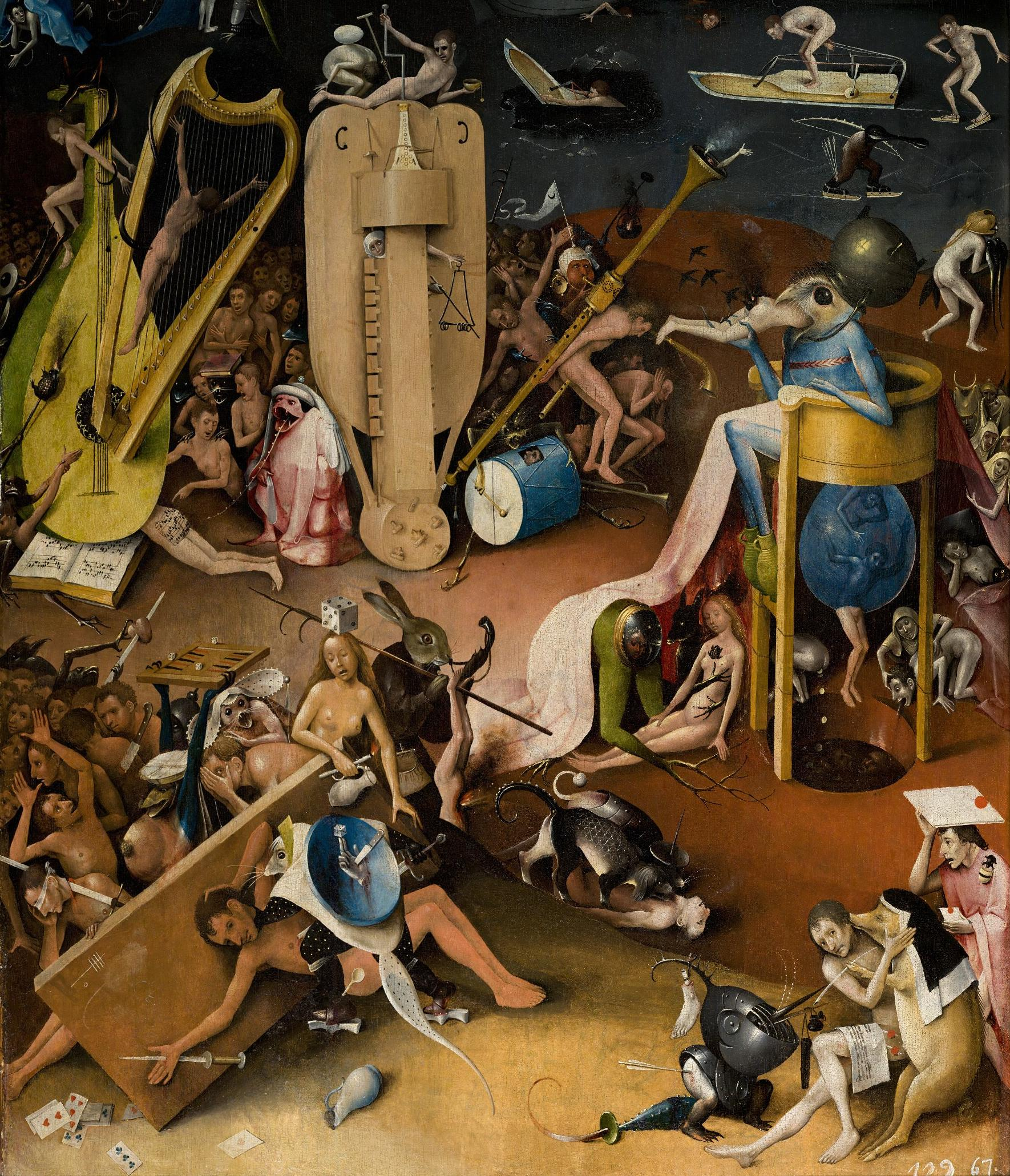
Infern musical

El finestró de la dreta representa l'Infern. Mesura 220 cm d'alt per 97,5 d'ample.
També és conegut com L'infern musical, per les múltiples representacions d'instruments musicals que hi apareixen. S'ignora per quin motiu el Bosch associa la música amb el pecat. Ha pintat els turments de l'infern, a què està exposada la humanitat. Descriu un món oníric, demoníac, opressiu, d'innombrables turments. És una taula molt ombrívola en relació amb el color de les altres dues: tons lívids de l'infern de gel, vives flames de l'infern de foc. La taula es pot dividir en tres nivells. En el nivell superior, es veu la típica imatge de l'infern, amb foc i tortures. Les arquitectures estan sumides en estranyes il·luminacions fosforescents. Aquest incendi, que realment representa el paisatge nocturn d'una ciutat en flames, s'ha relacionat amb un trauma del pintor, que va veure com la seva localitat natal era pastura del foc quan era nen. Certament, aquestes representacions de ciutats en flames es poden veure en altres quadres de l'autor. L'atmosfera resulta totalment demoníaca. La crítica sembla coincidir que el ganivet unit a les dues orelles és un genital masculí, mentre que la gaita que un monstre sosté sobre el cap podria ser un element homosexual o, potser, femení.
En la part central, apareix un món oníric, amb criatures fantàstiques, i la figura central del qual en un «home arbre», conegut també per un dibuix autògraf del Museu Albertina de Viena. Mira directament l'espectador. S'ha interpretat en nombroses ocasions com el rostre del mateix artista, que amb un matusser embenat intenta ocultar una nafra produïda per la sífilis. Sobre el cap porta un disc, en què ballen petits monstres. Els seus braços són com troncs d'arbre i estan descansant sobre barques. El tòrax està obert i buit, i a l'interior hi ha més éssers. A sota, hi ha un llac gelat, sobre el qual patinen alguns condemnats, mentre el gel s'esquerda. En l'edat mitjana, es considerava el contrast entre el fred i la calor com una de les tortures de l'infern. Destaca un personatge amb cap d'au rapaç assegut en un lavabo. Es pensa que podria ser Satanàs devorant els condemnats i defecant-los en un pou negre en el qual altres personatges vomiten immundícies o excrementen or. Sota el mantell de Satanàs, una dona és assetjada per un ens la cara del qual és un mirall on es reflecteix ella mateixa.
En la part inferior, apareixen el que seria l'infern musical pròpiament dit, on els instruments musicals apareixen transformats en instruments de tortura. A baix, a la dreta, es veu un home abraçat per un porc. És un simbolisme del que ocorre a la gent del plafó central, del Jardí de les delícies a causa del seu comportament. També es pot veure un tema molt freqüent en els quadres del Bosch, l'intercanvi de papers: es pot veure un enorme conill antropomòrfic vestit com un home que porta a l'espatlla el cadàver d'una persona que acaba de caçar.

## Estil
Aquests quadres semblen una censura implacable, però la seva inacabable fantasia i l'enquadrament poètic els fa, malgrat tot, divertits i optimistes. La seva ironia i burla del món es contraposen al realisme hieràtic de Jan Van Eyck.
- L'objectiu sembla el de moralitzar; recorden la tradició medieval que se servia de la deformació i la caricatura per a revelar la malícia dels seus personatges. Aquesta és l'opinió tradicional, com considera el seu primer analista, el pare Sigüenza (1605):

| « | «La diferència entre les pintures del Bosch i les d'altres és que els altres van procurar pintar l'ésser humà tal com sembla per fora; aquest es va atrevir a pintar-lo tal com és per dins (…) Els quadres del Bosch no són disbarats, sinó uns llibres de gran prudència i artifici, i sí que són disbarats els nostres, no els seus, i, per dir-ho d'una vegada, és una sàtira pintada dels pecats i desvariejaments de les persones». | » |

- Recursos pictòrics: no obstant això, el Bosch supera les seves fonts gràcies al bagatge heretat dels Van Eyck i altres pintors flamencs, que li han proporcionat nombroses eines pictòriques. A la cruesa medieval s'afegeix, ara, una visió poètica gràcies als recursos en els quals el Bosch era un mestre: va ser un gran dibuixant, un mestre del color del clarobscur, el tractament de la llum i la perspectiva; el paisatge (n'hi ha de lluminosos o crepusculars), que malgrat ser irreal és sempre líric. El clar cromatisme de l'ala esquerra i de la taula central s'ha comparat amb miniatures perses (L v. Puyvelde), mentre que la grandiosa representació nocturna de la part superior de l'infern anuncia les escenes de nit dels segles XVI i XVII.[2]

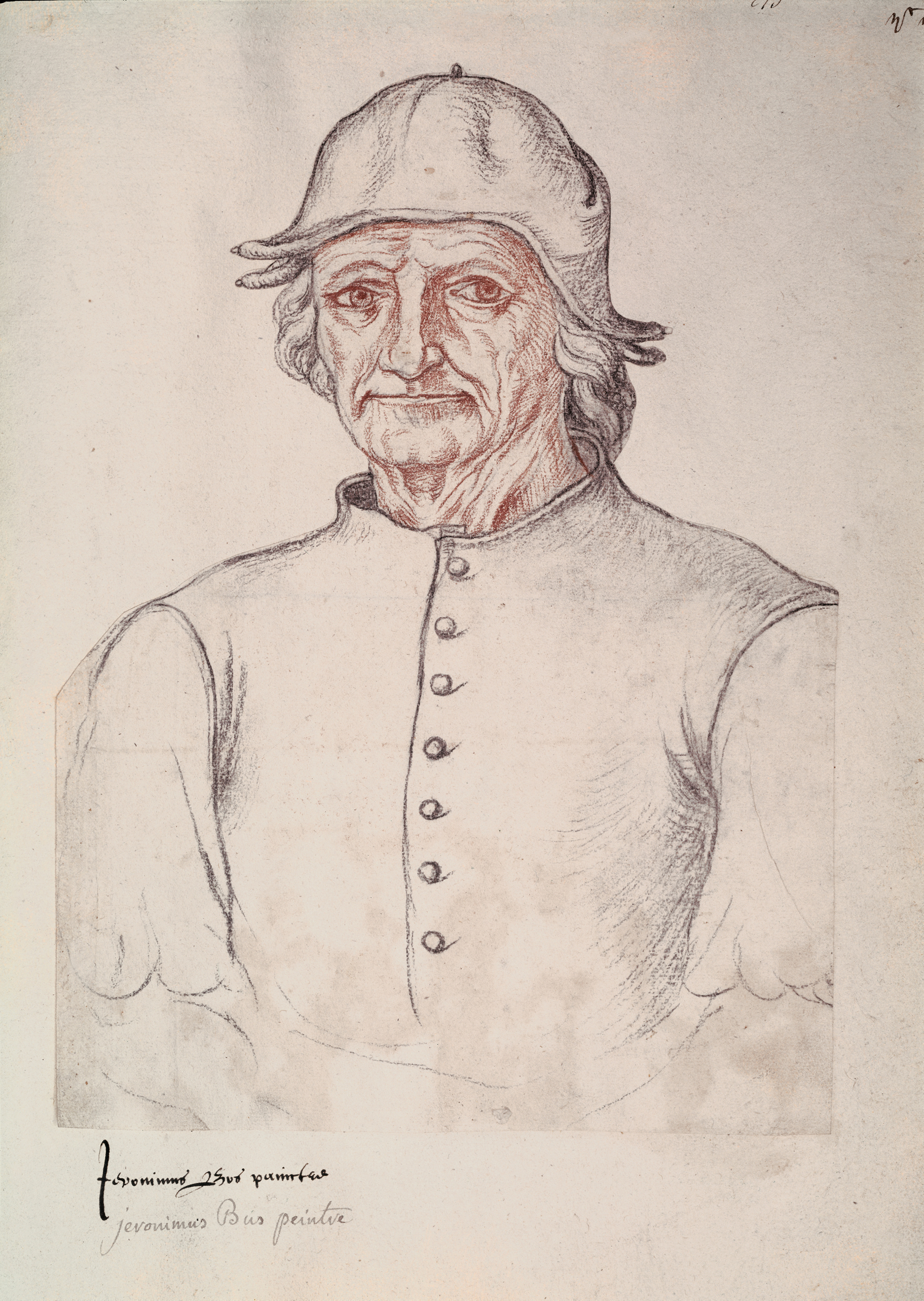
Retrat del Bosch

- Composició: és aparentment caòtica, amb multitud d'escenes col·locades sense obeir a una ordenació espacial clara, encara que en totes les escenes semblen existir grans objectes que actuen com a eixos organitzadors (les fonts a la primera taula, els estanys en la segona, i l'home-arbre i la samfoina en la tercera). Col·loca sempre la línia de l'horitzó molt alta per aconseguir profunditat i poder posar successius plans que, malgrat la seva independència, es fonguin els uns amb els altres. Malgrat estar compost per nombrosos petits detalls, el tríptic es basa en una composició molt reflexionada. El paradís i la Terra estan units per la mateixa claredat i un mateix horitzó, repetint-s'hi l'estructura circular i les llacunes. No obstant això, l'infern és diferent, nocturn, desesperançat.[2]

## L'autor
El Bosch (1450-1516) es deia Hieronymus Van Aken, anomenat Bosch (pel seu poble Den Bosch o s-Hertogenbosch, a Holanda); va tenir una vida acomodada, ja que es va casar amb una dona adinerada (Aleyt van Mervende). Tot i viure com un opulent burgès, estava obsessionat amb la religió, el pecat i el sexe. S'ha especulat molt sobre les idees que, potser, li van servir d'inspiració: potser era un visionari, un heretge, un obsés sexual, o confrare d'alguna secta herètica; encara que tot sembla indicar que no va ser res d'això, sinó simplement un moralista culte i compromès èticament amb una causa, cosa que difícilment no apreciem en Van Eyck, per exemple.